# フィン・ヴォルガ諸語
フィン・ヴォルガ諸語またはフェノ・ヴォルガ諸語（Finno-Volgaic, Fenno-Volgaic）はウラル語族の仮説上のサブグループであり、バルト・フィン諸語、サーミ語、モルドヴィン諸語およびマリ語をグループ化したものである。紀元前2000年頃にフィン・ペルム諸語から派生したと仮定されている。
バルト・フィン諸語とサーミ語は時にフィノ・サーミ諸語としてグループ化されている一方、モルドヴィン諸語とマリ語はヴォルガ・フィン諸語の現存しないグループと以前では見なされていた。
現在の研究ではヴォルガ・フィン諸語仮説は否定されているが、フィン・ラップ諸語（Finno-Lappic）やフィン・ペルム諸語（Finno-Permic）についての有効性には議論の余地がある。 特にグループ内でのマリ語の立場は重要性に乏しいと考えられているが、新しい証拠によるバルト・フィン諸語、サーミ語、モルドヴィン諸語の具体的結束は強まっている。
フィン・ヴォルガ諸語の唯一共通した音韻的特徴については「円唇母音の前に来るw音の消失」が提唱されている。
また語彙的証拠も弱く、フィン・ヴォルガ諸語の4言語すべてで共有されている語根で他のウラル言語には見られないものについては10個未満である。しかしながら、これには比較的重要な単語である数字の「8」と「9」が含まれている。
| バルト・フィン諸語                 | 北部サーミ語                 | エルジャ語                 | 山地マリ語                       |
| ---------------------------------- | ---------------------------- | -------------------------- | -------------------------------- |
| kahdeksan /kɑhdeksɑn/ カハデクサン | gávci /kaːvʰt͡siː/ カーヴチー | кавксо /kavkso/ カヴクソ   | кӓндӓкшӹ /kændækʃə/ カンデクシャ |
| yhdeksän /yhdeksæn/ ユフデクサン   | ovci /ovʰt͡siː オーヴチー     | вейксе /vejkse/ ヴェイクセ | ӹндекшӹ /əndekʃə/ アンデクシャ   |